# Atractus duboisi
Atractus duboisi – gatunek węża z rodziny połozowatych (Colubridae), występujący w północno-zachodniej części Ameryki Południowej, endemit Ekwadoru. Jest zagrożony wyginięciem.

## Systematyka
Gatunek ten opisał w 1880 roku brytyjski zoolog belgijskiego pochodzenia George Albert Boulenger na łamach „Bulletin de la Société zoologique de France”, badając holotyp IRSNB 2008, dorosłego samca z Ekwadoru dostarczonego przez De Ville w 1874. Miejsce typowe nie zostało dokładniej określone.

### Etymologia
- Atractus: gr. ατρακτος atraktos „wrzeciono, strzała”[6].
- duboisi: na cześć Alphonse’a Josepha Charles’a Dubois (1839–1921) – belgijskiego przyrodnika[3][5][7].

## Występowanie
Gatunek ten występuje w północno-zachodniej części Ameryki Południowej w tropikalnym wilgotnym lesie górskim w obszarze od Cordillera Real do Cordillera de los Guacamayos w prowincji Napo w Ekwadorze. Występuje w zakresie wysokości 1500–2200 m n.p.m.

## Morfologia
Jest to średniej wielkości wąż o małej głowie, której szerokość jest podobna do szerokości szyi. Górne części ciała są ciemnobrązowe ze wzorem na grzbiecie składającym się z serii małych żółtych plamek. Brzuch ma jasnożółty z czarną podłużną linią pośrodku. Bardzo często ma też krótki ciemny pasek na szyi. Na obszarze występowania tego gatunku spotykane są także Atractus touzeti, Atractus zgap i Atractus ukupacha.
Wymiary:
|                        | Samiec  | Samica  |
| Długość całkowita (mm) | 457     | 489     |
| Długość SVL (mm)       | 388     | 455     |
| Łuski brzuszne         | 150–167 | 159–172 |
| Tarczki podogonowe     | 13-21   | 23-26   |

## Status
W Czerwonej księdze gatunków zagrożonych IUCN ze względu na bardzo mały zasięg występowania (prawdopodobnie mniej niż 600 km²) w paru lokalizacjach oraz zanikanie jego naturalnego habitatu Atractus duboisi jest klasyfikowany jako gatunek zagrożony (EN, ang. Endangered).